# Enlace doble
Un enlace doble en química es un enlace covalente entre dos átomos que implica cuatro electrones de enlace en lugar de los dos de unligazón simple. Los enlaces dobles ocurren con mayor frecuencia entre dos átomos de carbono, por ejemplo, en los alquenos. Existen muchos enlaces dobles entre dos elementos diferentes: por ejemplo, en un grupo carbonilo entre un átomo de carbono y un átomo de oxígeno. Otros enlaces dobles comunes se encuentran en compuestos azo (N = N), iminas (C = N) y sulfóxidos (S = O). En una fórmula esquelética, un enlace doble se dibuja como dos líneas paralelas (=) entre los dos átomos conectados; tipográficamente, el signo igual se utiliza para esto. Los enlaces dobles fueron introducidos por primera vez en notación química por el químico ruso: Alexander Butlerov.

Los enlaces dobles que involucran carbono son más fuertes que los enlaces simples y también son más cortos. El orden de enlace es dos. Los enlaces dobles también son ricos en electrones, lo que los hace potencialmente más reactivos en presencia de un aceptor de electrones fuerte (como reacciones adicionales de los halógenos).
| Compuestos químicos con enlaces dobles |                                      |                                              |                                          |
|                                        |                                      |                                              |                                          |
| Etileno Carbono-carbono enlace doble   | Acetona Carbono-oxígeno enlace doble | Dimetilsulfóxido Azufre-oxígeno enlace doble | Diazeno Nitrógeno-nitrógeno enlace doble |

## Enlaces dobles en alquenos

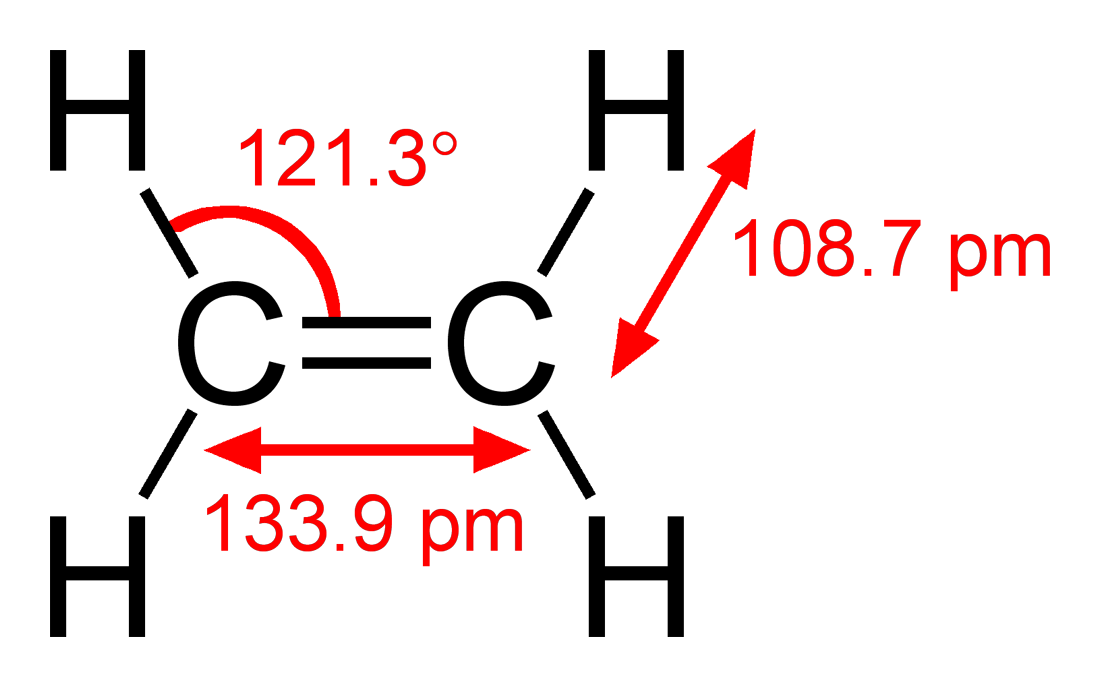
Geometría de etileno

El tipo de enlace se puede explicar en términos de hibridación orbital. En el etileno, cada átomo de carbono tiene tres orbitales sp2 y un orbital p. Los tres orbitales sp2 se encuentran en un plano con ángulos de ~120°. El orbital p es perpendicular a este plano. Cuando los átomos de carbono se acercan entre sí, dos de los orbitales sp2 se superponen para formar un enlace sigma. Al mismo tiempo, los dos orbitales p se acercan (nuevamente en el mismo plano) y juntos forman un enlace pi. Para una superposición máxima, los orbitales p deben permanecer paralelos y, por lo tanto, no es posible la rotación alrededor del enlace central. Esta propiedad da lugar a isomería cis-trans. Los enlaces dobles son más cortos que los simples porque se maximiza la superposición del orbital p.
| Presentación de enlace doble                                                                       |  | Presentación de enlace doble                                                               |  | Enlace pi                    |
| 2 orbitales sp2 (total de 3 orbitales de este tipo) se acercan para formar un enlace sigma sp2-sp2 |  | Dos orbitales p se superponen para formar un enlace pi en un plano paralelo al plano sigma |  | enlace pi (verde) en etileno |

Con 133 picómetros (pm), la longitud del enlace del etileno C = C es más corta que la longitud de C − C en etano con 154 pm. El enlace doble también es más fuerte, 636 kJ mol−1 contra 368 kJ mol− 1, pero no el doble de lo que el enlace pi es más débil que el enlace sigma debido a una superposición pi menos eficaz.
En una representación alternativa, la ligazón doble resulta de dos orbitales sp3 superpuestos como en un enlace doblado.

## Variaciones
En moléculas con enlaces dobles y enlaces simples alternos, la superposición de orbitales p puede existir sobre múltiples átomos en una cadena, dando lugar a un sistema conjugado. La conjugación se puede encontrar en sistemas como dienos y enonos. En moléculas cíclicas, la conjugación puede conducir a la aromaticidad. En los cumulenos, dos enlaces dobles son adyacentes.
Los enlaces dobles son comunes para los elementos del período 2, carbono, nitrógeno y oxígeno, y menos comunes con elementos de períodos más altos. Los metales también pueden participar en enlaces múltiples en un enlace múltiple de ligando metálico.

## Homólogos de alquenos del grupo 14
Los compuestos de enlace doble, homólogos de alquenos, R2E = ER2 ahora se conocen para todos los elementos más pesados del grupo 14. A diferencia de los alquenos, estos compuestos no son planos, sino que adoptan estructuras torcidas y/o transdobladas. Estos efectos se vuelven más pronunciados para los elementos más pesados. El distanneno (Me3Si)2 CHSn = SnCH (SiMe3)2 tiene una longitud de enlace estaño-estaño apenas un poco más corta que un enlace simple, una estructura transdoblada con coordinación piramidal en cada átomo de estaño, y se disocia fácilmente en solución para forma (Me3Si)2CHSn: (estannanodiilo, un análogo de carbeno). La ligazón comprende dos enlaces aceptores donantes débiles, el par solitario de cada átomo de estaño se superpone con el orbital p vacío del otro. Por el contrario, en los disilenos, cada átomo de silicio tiene una coordinación plana, pero los sustituyentes están retorcidos de modo que la molécula en su conjunto no es plana. En diplumbenos, la longitud del enlace Pb = Pb puede ser más larga que la de muchos enlaces sencillos correspondientes. Los plumbenos y estannenos generalmente se disocian en solución en monómeros con entalpías de enlace que son solo una fracción de los enlaces sencillos correspondientes. Algunos enlaces dobles plumbenos y estannenos son similares en fuerza a los enlaces de hidrógeno. El modelo Carter-Goddard-Malrieu-Trinquier se puede utilizar para predecir la naturaleza del vínculo.

## Tipos de enlaces dobles entre átomos
|    | C                 | O               | N                 | S                                                    | Si      | Ge       | Sn         | Pb        |
| -- | ----------------- | --------------- | ----------------- | ---------------------------------------------------- | ------- | -------- | ---------- | --------- |
| C  | alqueno           | grupo carbonilo | imina             | tiocetona, tial                                      |         |          |            |           |
| O  |                   | dioxígeno       | compuesto nitroso | sulfóxido, sulfona, ácido sulfínico, ácido sulfónico |         |          |            |           |
| N  |                   |                 | compuesto azo     |                                                      |         |          |            |           |
| S  |                   |                 |                   | disulfuro                                            |         |          |            |           |
| Si | alquilidensilanos |                 |                   |                                                      | silenos |          |            |           |
| Ge |                   |                 |                   |                                                      |         | germenos |            |           |
| Sn |                   |                 |                   |                                                      |         |          | estannenos |           |
| Pb |                   |                 |                   |                                                      |         |          |            | plumbenos |

## Otras lecturas
- Pyykkö, Pekka; Riedel, Sebastian; Patzschke, Michael (2005). «Triple-Bond Covalent Radii». Chemistry: A European Journal 11 (12): 3511-20. PMID 15832398. doi:10.1002/chem.200401299.

- Datos: Q258652
- Multimedia: Double bond / Q258652